# 華月まなか
華月 まなか（かづき まなか、1983年1月1日- ）は、日本のAV女優。趣味・特技は、英会話。

## 略歴
兵庫県出身。AVデビュー前、人気深夜番組にレギュラー出演していた。2009年8月に『初撮り 新人 初撮影 ｢緊張と絶頂｣』でAVデビュー。

## 出演作品
2009年
- 初撮り 新人 初撮影 ｢緊張と絶頂｣（8月13日、百花美人）[1]
- ｢まなか｣を好きにして下さい｡SEXドキュメント｡ アナタにすべてをお預けします｡（9月13日、百花美人）[1]
- きれいなお姉さんのエッチな体験告白 ｢ワタシこうやって弟と､しちゃいました｣（10月13日、百花美人）[1]
- 発情ナースのズブ濡れ診察（11月13日、百花美人）[1]
- 小悪魔お姉さんと粘着セックスしませんか?（12月13日、百花美人）[1]

2010年
- Street Snap 16（2月16日、プレステージ）
- 恋夜【ren-ya】 ～第二十二章～（3月1日、プレステージ）[1]
- The gal’s NIGHT 6 裏ブチアゲPARTY（3月4日、グローリークエスト）他4名共演
- 禁親相姦 母と娘（3月18日、グラフティジャパン）共演:藤森綾子
- 巨乳コスプレビキニアーマー（4月23日、TMA）他5名出演
- ピタパンOL MANIAX（5月7日、TMA）他5名出演
- セ・レーヌの星　ヒロイン特撮研究所限定アダルトVer.（7月16日、GIGA）[3]